# Armagilo de Bretaña
Armagilo de Bretaña -en galésː Arthfael- (Glamorganshire, 482-Rennes, 550) fue un noble y religioso galés del siglo V, fundador de varios monasterios y abad. Las leyendas locales indican que está emparentado con la figura mitológica del rey Arturo.
Es considerado santo por la Iglesia católica y su memoria litúrgica se celebra el 16 de agosto.

## Hagiografía
Arthfael nació en el condado de Glamorganshire (actual zona sur de Gales, Reino Unido) en el siglo V, probablemente en el 482. Su vida es contada por leyendas galesas, por lo que algunos datos pueden ser discutibles.
Arnagilo era hijo del rey Hoel I Mawr, de orígenes mitológicos (Hoel era supuestamente nieto del legendario rey Arturo), primo del religioso Sansón de York y del rey galés Cadfan, ambos también considerados santos. 
El Breviario de San Pol de León le atribuye su educación a un personaje llamado Carentmael.

### Actividad
Armagilo se trasladó de la península británica al continente europeo. Se asentó en Plouarzel, en el Reino franco, y fundó un monasterio allí, sin embargo tuvo que trasladarse a París, por los problemas internos que se presentaron en la región.
Con ayuda del rey de los francos Childeberto, la nobleza local recuperó el control de Plouarzel, y Armagilo volvió a ser abad allí.
También fundó un monasterio en Rennes, en la comuna de Ploërmel, del que también fue abad. Armagilo murió en Rennes en el 550.

## Culto
Armagilo se convirtió en un venerado santo en Francia, e incluso en la época del rey protestante Enrique VIII, se extendió por el Reino Unido.
Se le dedicó el día 16 de agosto para rendirle culto, y la iglesia de San Ermio en Cornualles, está dedicada en su honor.
Se le invoca contra los cólicos, las fiebres, los dolores de cabeza, el reumatismo, la gota y para la protección de los hospitales.